# Vlag van Pepinster
De vlag van Pepinster is op onbekende datum bij raadsbesluit vastgesteld als de vlag van de Luikse gemeente Pepinster. De vlag kan als volgt worden beschreven:
Twee even hoge banen van blauw en van wit met op het midden het gemeentewapen.
De vlag komt overeen met het vlagontwerp van de Raad van Heraldiek en Vexillologie (Frans: Conseil d’héraldique et de vexillologie). De kleuren van de vlag zijn ontleend van het gemeentewapen, dat ook op de vlag is afgebeeld.